# Barrière-eiland

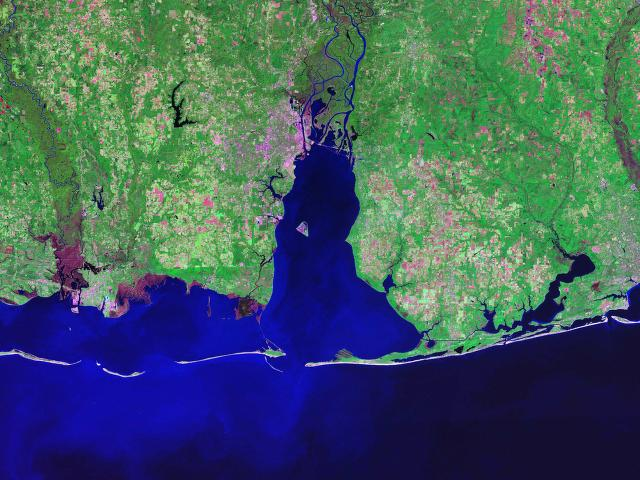
Voorbeelden van barrière-eilanden: de Baai van Mobile en de Mississippi Sound.

Een barrière-eiland is een lange, smalle, offshore afzetting van zand of sediment, die parallel aan de kustlijn ligt. Ze zijn belangrijk voor de kustbescherming omdat ze het vasteland beschermen tegen de directe impact van stormen en golven. Ze ontstaan vaak in gebieden waar:
- Een overvloed aan sediment is. Dit kan worden aangevoerd door rivieren of langs de kust worden getransporteerd door stromingen en golven.
- Een relatief stabiele zeespiegel. Hierdoor kunnen sedimenten zich ophopen en een eiland vormen.
- Golven en stromingen die sediment herverdelen. Deze natuurlijke processen vormen en onderhouden de vorm van het eiland.

Deze eilanden zijn vaak belangrijke ecosystemen en bieden habitats voor diverse flora en fauna. Ze zijn ook populair voor recreatie en toerisme. Echter, door hun dynamische aard en blootstelling aan natuurelementen zijn ze kwetsbaar voor erosie, zeespiegelstijging en klimaatverandering. Dit maakt het beheer en de bescherming van barrière-eilanden een complexe uitdaging.
De Waddeneilanden in Nederland, Duitsland en Denemarken zijn voorbeelden van barrière-eilanden. 